# Al·luaivita
L'al·luaivita és un mineral de la classe dels silicats que pertany al grup de l'eudialita. Rep el seu nom de la seva localitat tipus, el mont Al·luaiv, a la península de Kola (Rússia).

## Característiques
L'al·luaivita és un silicat de fórmula química Na₁₉(Ca,Mn)₆(Ti,Nb)₃Si₂₆O₇₄Cl·2H₂O. Cristal·litza en el sistema trigonal. Es troba en forma d'acumulacions irregulars, de fins a 1 mil·límetre. La seva duresa a l'escala de Mohs es troba entre 5 i 6.
Segons la classificació de Nickel-Strunz, l'al·luaivita pertany a «09.CO: Ciclosilicats amb enllaços de 9 [Si9O27]18-» juntament amb els següents minerals: eudialita, ferrokentbrooksita, kentbrooksita, khomyakovita, manganokhomyakovita, oneil·lita, raslakita, feklichevita, carbokentbrooksita, zirsilita-(Ce), ikranita, taseqita, rastsvetaevita, golyshevita, labirintita, johnsenita-(Ce), mogovidita, georgbarsanovita, aqualita, dualita, andrianovita, voronkovita i manganoeudialita.

## Formació i jaciments
Es troba en pegmatites ultra-agpaitiques en un massís alcalí diferenciat. Sol trobar-se associada a altres minerals com: sodalita, nefelina, feldespat, eudialita, arfvedsonita i aegirina. Va ser descoberta l'any 1990 al mont Al·luaiv, al massís de Lovozero, a l'óblast de Múrmansk (Rússia). També, a dins del massís de Lovozero, ha estat trobada als monts Karnasurt i Kedykverpakhk, així com al mont Rasvumchorr, al Massís de Khibini.